# USS Chivo (SS-341)
USS Chivo (SS-341) là một  tàu ngầm lớp Balao được Hải quân Hoa Kỳ chế tạo trong Chiến tranh Thế giới thứ hai. Nó là chiếc tàu chiến duy nhất của Hải quân Hoa Kỳ được đặt cái tên này, theo tên loài cá phèn vảy to thuộc họ Cá phèn. Nó đã hoạt động trong giai đoạn cuối Thế Chiến II nhưng chưa kịp thực hiện chuyến tuần tra nào, và sau khi xung đột chấm dứt đã được nâng cấp trong khuôn khổ Dự án GUPPY IA. Nó đã tiếp tục phục vụ trong giai đoạn Chiến tranh Lạnh cho đến khi được chuyển giao cho Argentina vào năm 1971, và tiếp tục hoạt động như là chiếc ARA Santiago del Estero (S-22). Con tàu ngừng hoạt động vào năm 1981 và bị tháo dỡ vào năm 1983.

## Thiết kế và chế tạo
Thiết kế của lớp Balao được cải tiến dựa trên  tàu ngầm lớp Gato dẫn trước, là một kiểu tàu ngầm hạm đội có tốc độ trên mặt nước cao, tầm hoạt động xa và vũ khí mạnh để tháp tùng hạm đội chiến trận. Khác biệt chính so với lớp Gato là ở cấu trúc lườn chịu áp lực bên trong dày hơn, và sử dụng thép có độ đàn hồi cao (HTS: High-Tensile Steel), cho phép lặn sâu hơn đến 400 ft (120 m). Con tàu dài 311 ft 9 in (95,02 m) và có trọng lượng choán nước 1.526 tấn Anh (1.550 t) khi nổi và 2.424 tấn Anh (2.463 t) khi lặn. Chúng trang bị động cơ diesel dẫn động máy phát điện để cung cấp điện năng cho bốn động cơ điện, đạt được công suất 5.400 shp (4.000 kW) khi nổi và 2.740 shp (2.040 kW) khi lặn, cho phép đạt tốc độ tối đa 20,25 hải lý trên giờ (37,50 km/h) và 8,75 hải lý trên giờ (16,21 km/h) tương ứng. Tầm xa hoạt động là 11.000 hải lý (20.000 km) khi đi trên mặt nước ở tốc độ 10 hải lý trên giờ (19 km/h) và có thể hoạt động kéo dài đến 75 ngày.
Tương tự như lớp Gato dẫn trước, lớp Balao được trang bị mười ống phóng ngư lôi 21 in (530 mm), gồm sáu ống trước mũi và bốn ống phía phía đuôi tàu, chúng mang theo tối đa 24 quả ngư lôi. Vũ khí trên boong tàu gồm một hải pháo 4 inch/50 caliber, một khẩu pháo phòng không Bofors 40 mm nòng đơn và một khẩu đội Oerlikon 20 mm nòng đôi, kèm theo hai súng máy .50 caliber. Trên tháp chỉ huy, ngoài hai kính tiềm vọng, nó còn trang bị ăn-ten radar SD phòng không và SJ dò tìm mặt biển. Tiện nghi cho thủy thủ đoàn bao gồm điều hòa không khí, thực phẩm trữ lạnh, máy lọc nước, máy giặt và giường ngủ cho hầu hết mọi người, giúp họ chịu đựng cái nóng nhiệt đới tại Thái Bình Dương cùng những chuyến tuần tra kéo dài đến hai tháng rưỡi.
Chivo được đặt lườn tại xưởng tàu của hãng Electric Boat Company ở Groton, Connecticut vào ngày 21 tháng 2, 1944. Nó được hạ thủy vào ngày 14 tháng 1, 1945, được đỡ đầu bởi bà Edith Lindholm Baldwin, phu nhân Thống đốc bang Connecticut Raymond E. Baldwin, và được cho nhập biên chế cùng Hải quân Hoa Kỳ vào ngày 28 tháng 4, 1945 dưới quyền chỉ huy của Hạm trưởng, Thiếu tá Hải quân William R. Crutcher.

## Lịch sử hoạt động

### USSChivo

#### 1945–1950
Rời Căn cứ Tàu ngầm Hải quân New London vào ngày 7 tháng 6, 1945, Chivo đi đến Key West, Florida, nơi nó huấn luyện và thực hành sonar và ngư lôi, trước khi cùng các tàu ngầm Requin (SS-481) và Redfish (SS-395) lên đường hướng sang Trân Châu Cảng. Đang khi chuẩn bị cho chuyến tuần tra đầu tiên, Nhật Bản đã chấp nhận đầu hàng vào ngày 15 tháng 8, giúp chấm dứt vĩnh viễn cuộc xung đột. Vì vậy nó ở lại Trân Châu Cảng, hoạt động cùng các tàu khác thuộc Hạm đội Thái Bình Dương. Sau đó nó được điều sang Hải đội Tàu ngầm 7 và lên đường quay trở về Hoa Kỳ vào tháng 10, đặt căn cứ tại San Diego, California. Đến tháng 1, 1946, chiếc tàu ngầm có chuyến đi sang vịnh Subic, Philippines, rồi quay trở về San Diego vào tháng 5. Nó hoạt động thường lệ dọc theo vùng bờ Tây, và được đại tu tại Xưởng hải quân Mare Island.
Vào tháng 8, 1947, Chivo thực hiện chuyến tuần tra mô phỏng kéo dài ba tháng, đưa nó đến Suva, Fiji; Guam; và Nhật Bản trước khi quay trở về San Diego vào tháng 11. Đến giữa năm 1949, nó được điều động sang phục vụ cùng Hạm đội Đại Tây Dương, đi đến cảng nhà mới Key West và gia nhập Hải đội Tàu ngầm 4 vào ngày 4 tháng 7, 1949. Chiếc tàu ngầm hoạt động tại vùng bờ Đông cho đến ngày 30 tháng 10, 1950, khi nó đi đến New London để được đại tu và hiện đại hóa trong khuôn khổ Chương trình Công suất đẩy dưới nước lớn hơn (GUPPY IA). Thân tàu được làm suôn gọn hơn, bổ sung một ống hơi cho phép động cơ diesel có thể hoạt động ở độ sâu kính tiềm vọng, đồng thời gia tăng công suất ắc quy. Những cải tiến này giúp cải thiện đáng kể tốc độ lặn dưới nước và tầm xa hoạt động.

#### 1951–1960
Quay trở lại phục vụ cùng Hạm đội Đại Tây Dương vào tháng 7, 1951, Chivo tham gia huấn luyện chống tàu ngầm cùng các hạm tàu nổi, cũng như huấn luyện chống hạm và rải mìn. Các hoạt động này thường diễn ra ngoài khơi Key West và tại Căn cứ Hải quân vịnh Guantánamo, kéo dài cho đến ngày 19 tháng 4, 1952, khi nó lên đường cho một lượt phục vụ ngắn cùng Đệ Lục hạm đội tại Địa Trung Hải. Trong chuyến đi này nó đã viếng thăm Augusta, Sicily và Naples, Ý cùng Cannes và Marseille, Pháp trước khi quay trở về Hoa Kỳ ngang qua Azores trong tháng 6.

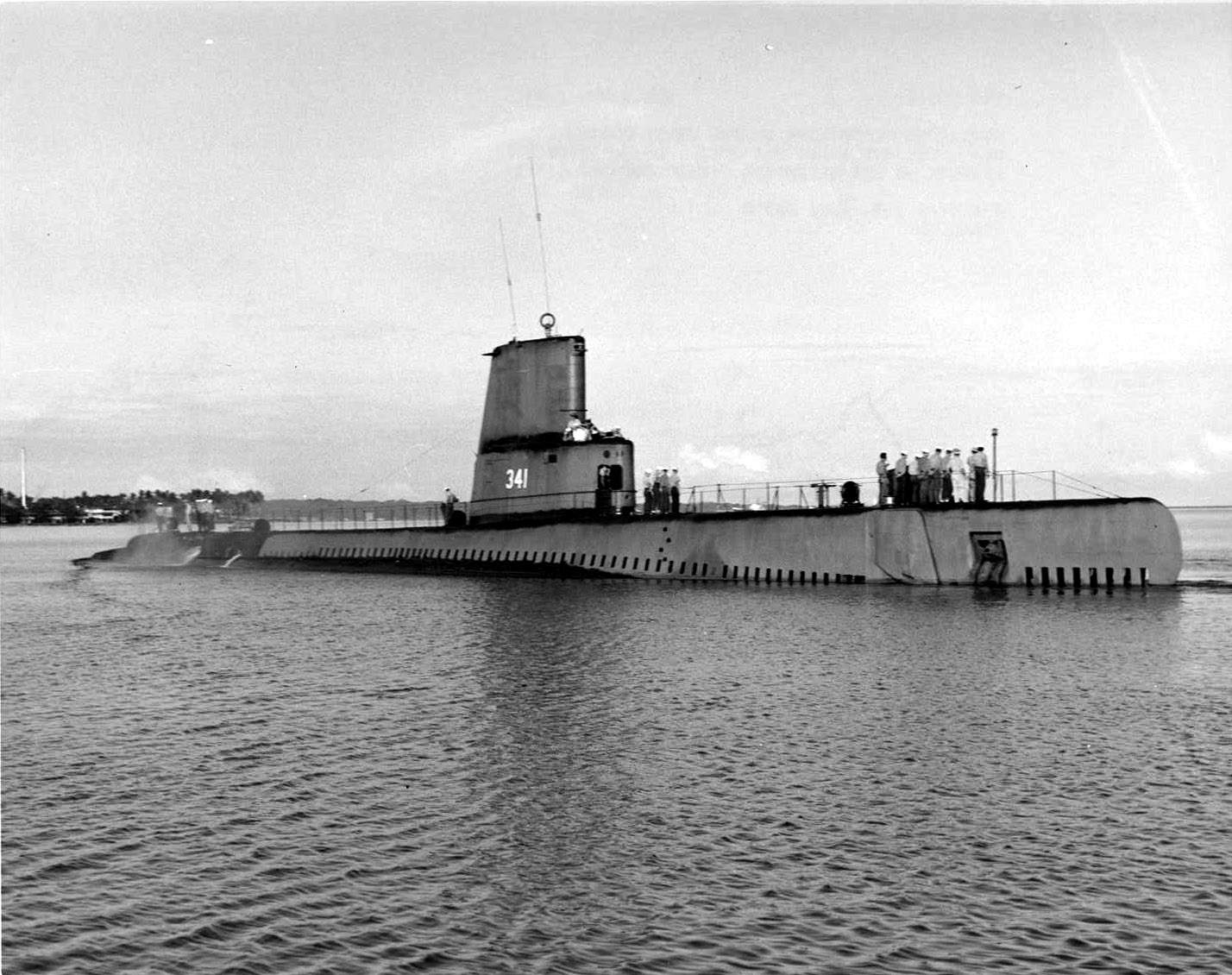
Chivo sau khi được hiện đại hóa, năm 1953.

Được điều động sang Hải đội Tàu ngầm 12 sau khi quay trở về Key West, Chivo tiếp nối nhiệm vụ huấn luyện thường lệ cùng Trường Sonar Hạm đội, xen kẻ với những chuyến đi đến Havana, Cuba; Montego Bay, Jamaica; và Port-au-Prince, Haiti. Nó được đại tu tại Xưởng hải quân Philadelphia từ tháng 1 đến tháng 5, 1953, và hoạt động tại khu vực Tây Ấn cho đến tháng 10, khi nó băng qua kênh đào Panama để hoạt động trong một tháng tại vùng biển Thái Bình Dương ngoài khơi Colombia. Con tàu lại có một lượt đại tu kéo dài bốn tháng tại Xưởng hải quân Charleston, rồi quay trở lại hoạt động cùng Trường Sonar Hạm đội vào tháng 9. Nó được bảo trì tân trang dàn ắc quy vào tháng 3, 1955, kéo dài trong mười tuần.
Chivo sau đó viếng thăm Gulfport, Mississippi vào tháng 3, 1956 và thành phố New York vào tháng 8. Nó lại đi đến Gulfport vào tháng 1, 1957 để huấn luyện sĩ quan hải quân dự bị, và đi đến Santiago de Cuba vào tháng 2. Chiếc tàu ngầm được đại tu tại Xưởng hải quân Charleston vào tháng 3, và quay trở lại hoạt động thường lệ tại Key West vào tháng 9. Sau khi có chuyến đi đến Boston và thành phố Quebec, nó được điều động sang Hải đội Tàu ngầm 4 vào tháng 7, 1959, và hoạt động huấn luyện chống tàu ngầm từ Charleston cho đến tháng 1, 1960, và phục vụ cùng máy bay chống ngầm tại vùng biển Bermuda. Trong đợt đại tu tiếp theo tại Xưởng hải quân Charleston từ tháng 3 đến tháng 9, nó đồng thời được nâng cấp một hệ thống sonar mới.
Khởi hành vào ngày 4 tháng 10, 1960, Chivo đi đến St. Thomas, quần đảo Virgin để huấn luyện đổ bộ trong hai tuần. Nó tiếp tục hành trình đi sang Nam Phi ngang qua Trinidad, Tây Ấn thuộc Anh để tham gia cuộc Tập trận CAPEX-60, phối hợp giữa hải quân Anh, Pháp, Bồ Đào Nha và Nam Phi. Sau đó con tàu viếng thăm Simonstown, Port Elizabeth và Cape Town trong suốt tháng 11, rồi quay trở về cảng nhà Charleston ngang qua San Juan, Puerto Rico, đến nơi vào ngày 21 tháng 12.